# Dorfkirche Werder (Märkisch Linden)

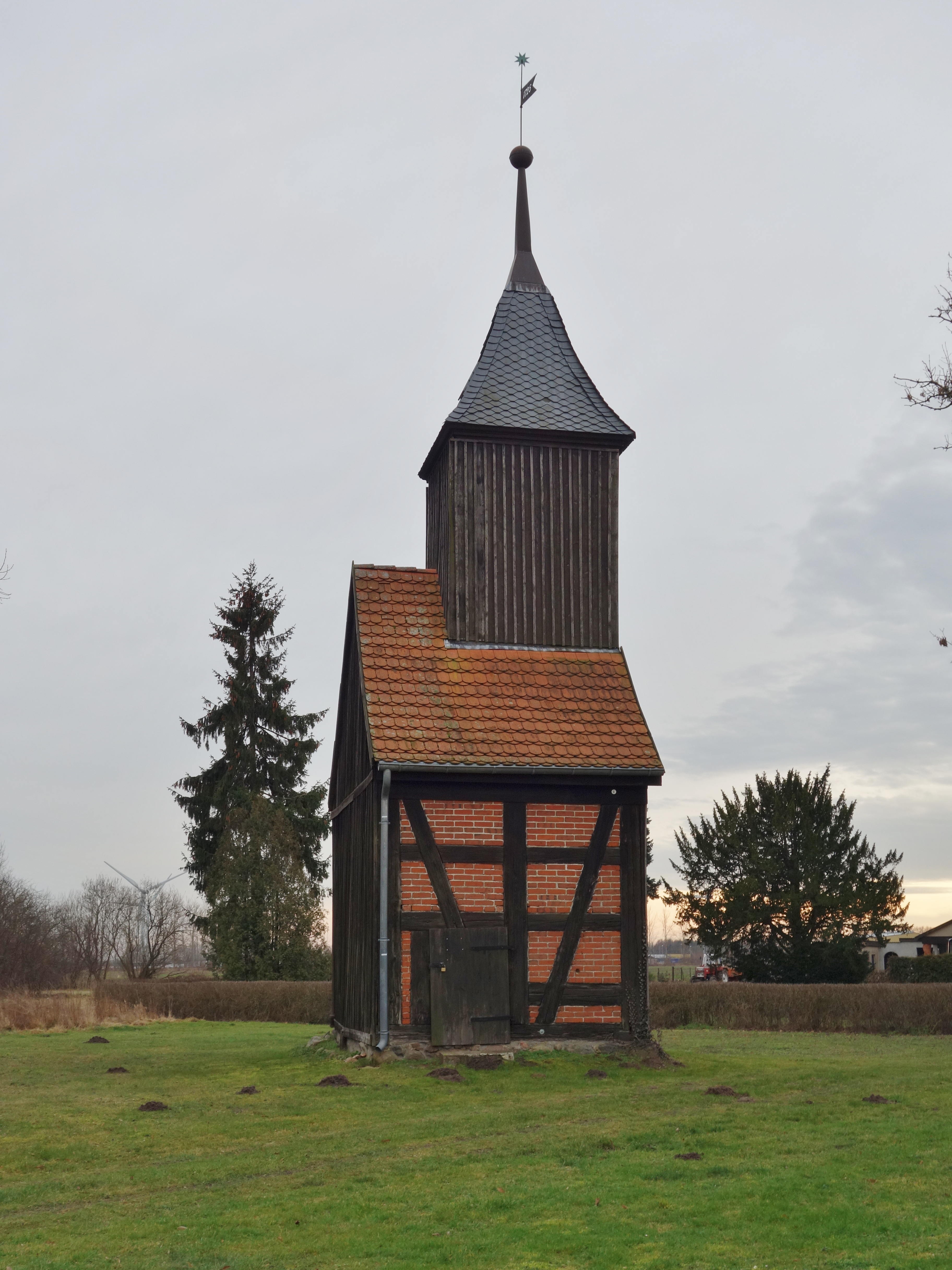
Kirchturm in Werder

Die evangelische Dorfkirche Werder war eine Saalkirche in Werder, einem Ortsteil der Gemeinde Märkisch Linden im brandenburgischen Landkreis Ostprignitz-Ruppin. Aufgrund von starker Baufälligkeit wurde das Kirchenschiff 1975 abgerissen, sodass heute nur noch der Kirchturm vorhanden ist, der weiterhin genutzt wird und unter Denkmalschutz steht. Er gehört der Evangelischen Gesamtkirchengemeinde Temnitz im Kirchenkreis Wittstock-Ruppin der Evangelischen Kirche Berlin-Brandenburg-schlesische Oberlausitz an.

## Baubeschreibung
Es handelt sich um einen Fachwerkbau aus dem Jahr 1726. Einige Teile der Ausstattung aus dem abgerissenen Schiff sind im Gemeindesaal erhalten geblieben. Dazu gehört eine Taufe aus der ersten Hälfte des 17. Jahrhunderts, die in Spätrenaissanceformen gestaltet ist. Ein Abendmahlsgemälde stellt eine Kopie nach Bernhard Rode dar und wurde im Jahr 1818 von Gauvain angefertigt.